# Hong Kong Airways
Hong Kong Airways - флагманський авіаперевізник Британського Гонконгу з 1947-го по 1959-ий роки. Хабом авіакомпанії був міжнародний аеропорт Кайтак в Гонконзі.

## Флот
Hong Kong Airways експлуатував парк літаків, в тому числі:
- 1 Douglas DC-3
- 1 Douglas DC-4
- 2 Vickers Viscount[en] V760D

## Напрямки
- Британський Гонконг
  - Гонконг - Аеропорт Кайтак
- Китай
  - Гуанчжоу - Аеропорт Пай Юень
  - Шанхай - Аеропорт Лунхуа
  - Тайбей (до 1949)
- Тайвань (з 1949)
  - Тайбей - Аеропорт Суншань
- Японія
  - Токіо - Аеропорт Ханеда
- Остриви Рюкю
  - Окінава - Аеропорт Наха
- Філіппіни
  - Маніла - Аеропорт імені Ніноя Акіно
- Південна Корея
  - Сеул - Аеропорт Кімпхо

## Аварії та інциденти
- 11 липня 1949 року літак Douglas DC-3 (VR-HDQ) летів з Гонконгу в Кантон (зараз це Гуанчжоу), але під час проїзду на ЗПС аеропорту Кайтак врізався в воду. Літак затонув після рятувальних робіт. На борту знаходилось 11 осіб - вісім пасажирів та три члени екіпажу, всі вижили.